# Oskar von Diruf

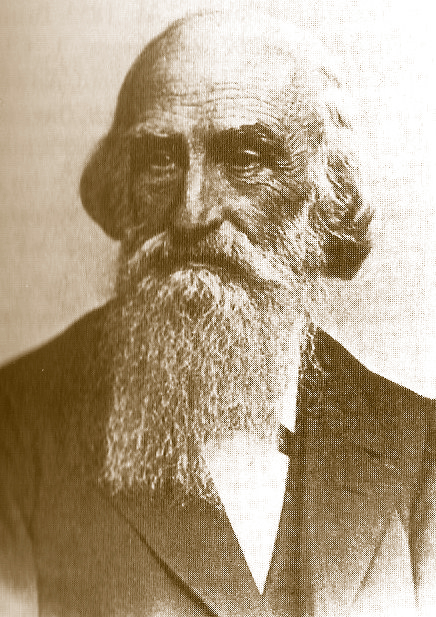
Oskar von Diruf

Oskar Diruf, seit 1894 Ritter von Diruf (* 18. September 1824 in Würzburg; † 6. Oktober 1912 in Bad Kissingen) war ein deutscher Balneologe und Badearzt.

## Leben

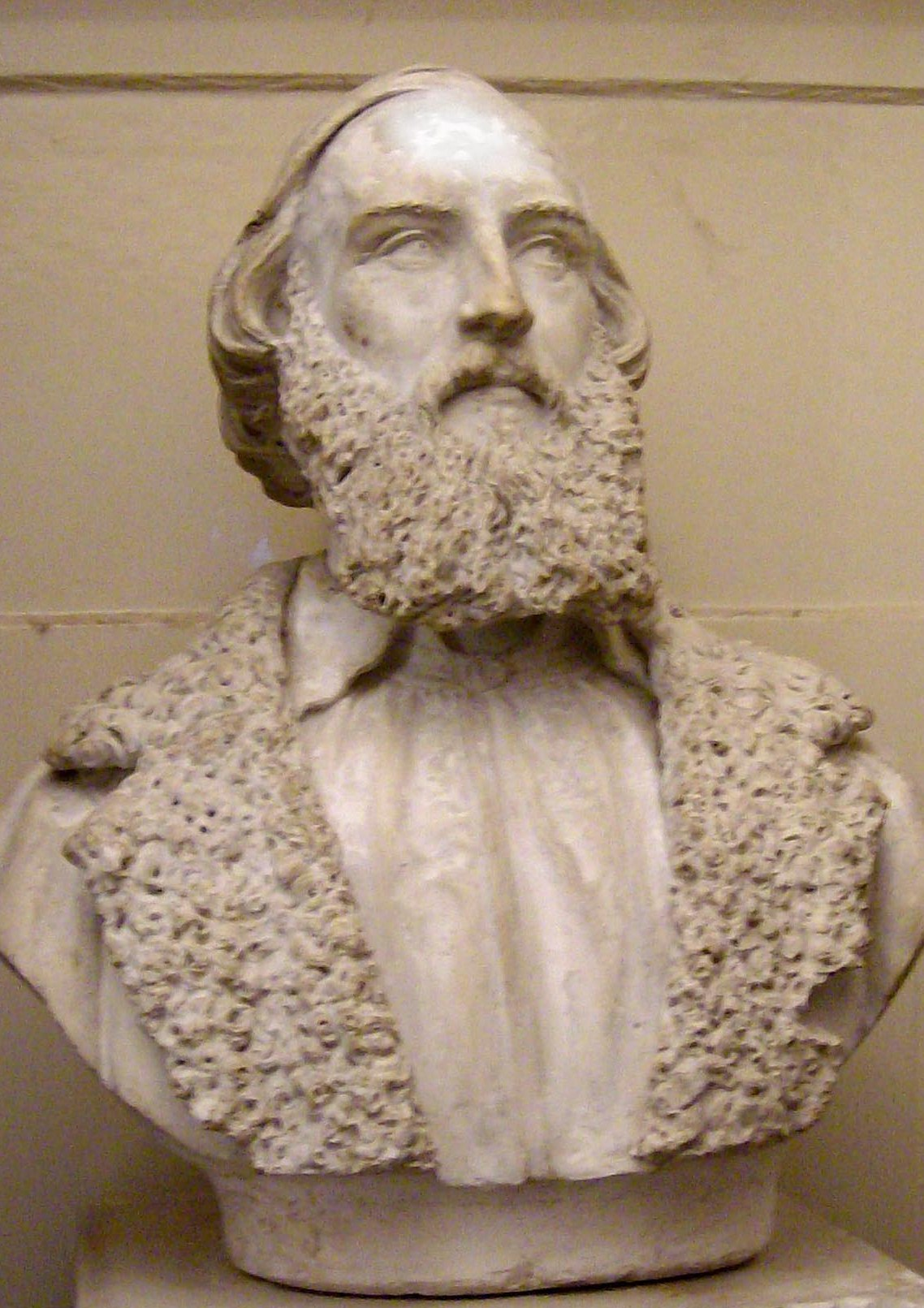
Büste von Oskar von Diruf
(Bildhauer: Michael Arnold)

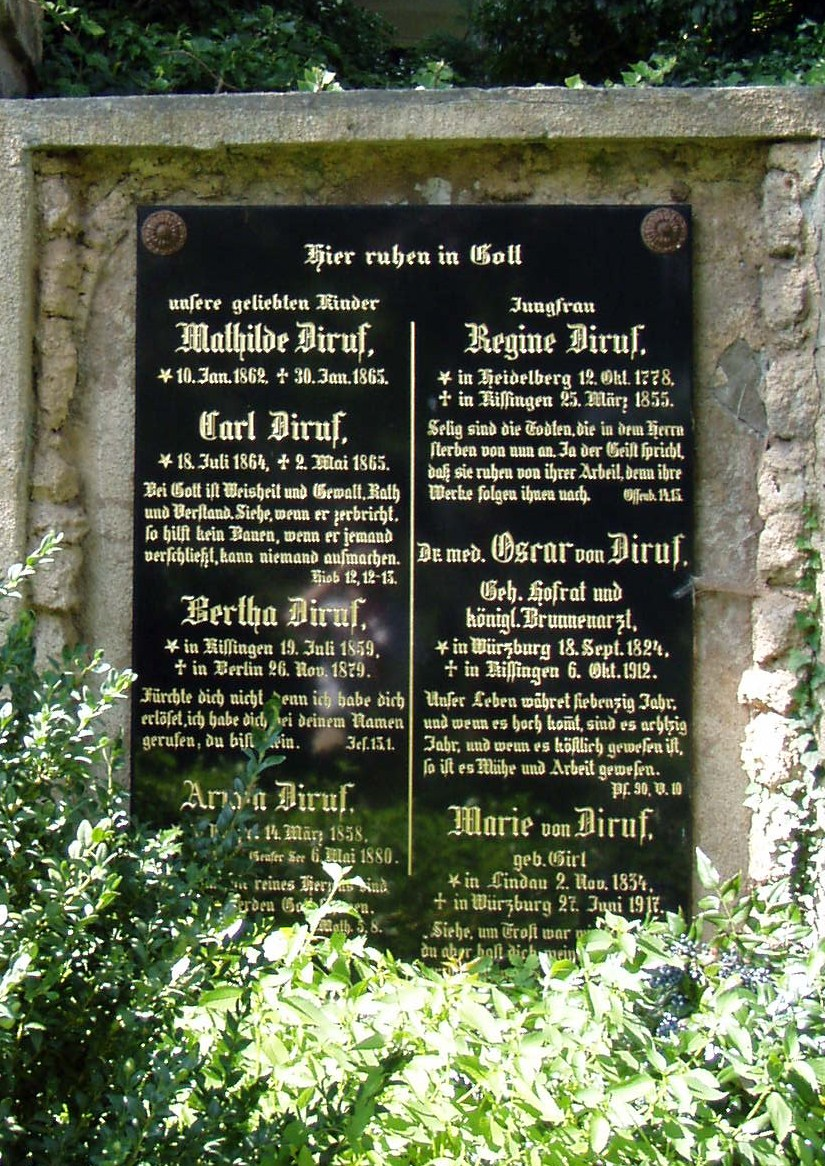
Diruf-Familiengrabmal
(Kapellenfriedhof in Bad Kissingen)

Oskar von Diruf, der jüngere Sohn des Kissinger Badearztes Carl Diruf, Gründer einer bekannten Kissinger Badearzt-Dynastie, studierte zunächst an der Universität Heidelberg, wo er mit dem späteren Schriftsteller Joseph Victor von Scheffel im Jahr 1846 zu den Gründern der Burschenschaft Frankonia II gehörte, und wurde am 19. Mai 1849 an der Universität Erlangen, wo er Mitglied der Burschenschaft der Bubenreuther war, zum Doktor der Medizin promoviert. Anschließend arbeitete er zunächst von 1851 bis 1858 als praktischer Arzt in Neapel (Italien). Danach ließ auch er sich, wie zuvor sein 1858 verstorbener älterer Bruder Gustav, als königlich bayerischer Brunnenarzt in Kissingen nieder.
In Kissingen war Diruf im Sommer 1874 der Kurarzt des Reichskanzlers Otto von Bismarck bei dessen erstem Aufenthalt in der Kurstadt und versorgte am 13. Juli dessen Schusswunde nach dem Attentat des Handwerkers Eduard Kullmann.
Im Laufe seiner beruflichen Karriere wurde Diruf im Jahr 1874 – wohl in Anerkennung um Bismarcks Versorgung – zum Hofrat in Bad Kissingen und Würzburg ernannt. Außerdem war er großherzoglich-badischer Geheimer Hofrat und fürstlich-reussischer Hofrat sowie Oberarzt der Reserve im 9. Bayerischen Infanterie-Regiment „Wrede“.
Diruf heiratete Marie Girl (* 2. November 1834 in Lindau (Bodensee); † 27. Juni 1917 in Würzburg). Er überlebte seine vier Kinder und übernahm nach des Bruders Tod die Vaterrolle für dessen fünf Kinder. Diruf wohnte in der Maxstraße Nr. 277 in einem Haus, das wegen seiner neugotischen Verzierungen „Gotisches Haus“ genannt wurde. Hier war auch sein Bundesbruder Victor von Scheffel in den Jahren 1878, 1882 und 1883 Kurgast. Diruf hatte seinen Freund zum Gebrauch des Kissinger Heilwassers aufgefordert, damit dieses ihn „vom Stocken im Unterleibsrevier“ befreien möge.
Diruf schenkte Bad Kissingen u. a. den Bauplatz zur Errichtung der Evangelischen Kinderheilstätte, gab der Einrichtung weitere Zuwendungen und betätigte sich ab 1891 kostenfrei als leitender Arzt dieser Anstalt und auch der israelitischen Kinderheilstätte, wo er als Vertreter des ärztlichen Bezirksvereins tätig war (1904). In seinem Testament hinterließ er 10 000 Mark für die „St. Marienpflege“ im heutigen Stadtteil Hausen. Auch für den Bau des Rot-Kreuz-Kolonnenheims stiftete er. Er wurde deshalb im Jahr 1894 mit der Ehrenbürgerwürde der Stadt Bad Kissingen geehrt und war außerdem Träger hoher Orden. Mit Verleihung des Ritterkreuzes des Verdienstordens der Bayerischen Krone wurde Diruf 1894 in den persönlichen Ritterstand erhoben.
Er war auch als Autor tätig, verfasste so genannte „Badeliteratur“ und schrieb einen Augenzeugenbericht über das Gefecht in Kissingen am 10. Juli 1866 im Verlauf des Deutschen Krieges.
Diruf war mindestens seit 1869 bis zu seinem Tod Mitglied der Physikalisch-Medizinischen Gesellschaft zu Würzburg. Er wurde auf dem Kapellenfriedhof in Bad Kissingen begraben.

## Schriften (Auswahl)
- Über fistula ventriculo-colica. Dissertation, Erlangen 1849
- Historische Untersuchungen über das Chinoidin. Bläsing Verlag, Erlangen 1851
- Bad Kissingen mit besonderer Berücksichtigung der Indicationen seiner Curmittel. Verlag E. Stahl, 1863
- Zur Würdigung der Kissinger Trinkquellen Rakoczy und Pandur in physiologisch therapeutischer Beziehung. In: Goeschen: Deutsche Klinik. 1864, S. 16f.
- Bad Kissingen. Eine kurze Übersicht seiner Heilmittel und ihrer Anwendung. 1865
- Die Kissinger Mineralwässer und ihre Anwendung. Verlag Schachenmayer, 1869
- Bad Kissingen und seine Heilquellen vorzugsweise zum Gebrauche für Curgäste. Schachenmayer Verlag, Kissingen 1871, (sechs Auflagen, zuletzt Verlag A. Stuber, 1892). - Englische Übersetzung: Kissingen. Its baths and mineral springs. Written principally for the use of visitors taking the waters. Verlag A. Stuber, 1887
  - 5. Auflage. als Digitalisierte Ausgabe der Universitäts- und Landesbibliothek Düsseldorf
- Über die Vegetationsverhältnisse Unteritaliens; mit besonderer Berücksichtigung der Nutzpflanzen. Verlag J. Steib, 1876